# Maulty Moore
Maulty Moore (Milligan, Flórida, 12 de agosto de 1946) é um ex-jogador profissional de futebol americano estadunidense.

## Carreira
Maulty Moore foi campeão da temporada de 1973 da National Football League jogando pelo Miami Dolphins.